# Nový Ples
Nový Ples (deutsch Neu Ples, auch Neu Pleß) ist eine Gemeinde in Tschechien. Sie liegt 15 Kilometer nordöstlich des Stadtzentrums von Hradec Králové und gehört zum Okres Náchod.

## Geographie

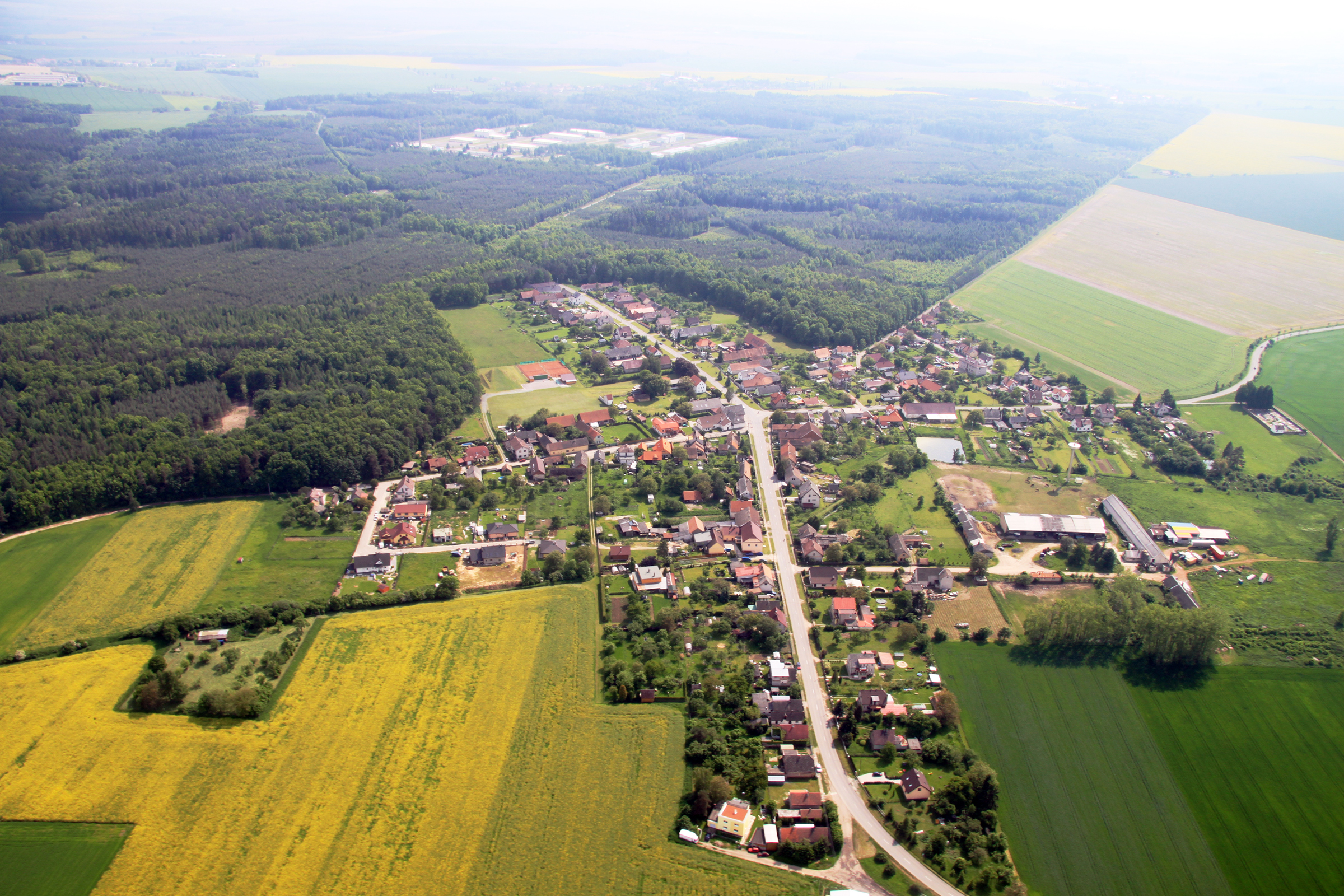
Luftbild

Nový Ples befindet sich linksseitig von Elbe und Metuje (Mettau) in deren Flussebene. Das Dorf liegt am Nordrand des Waldgebietes Plesský les im Quellgebiet des Novopleský potok. Im Nordwesten liegt die Festung Josefstadt.
Nachbarorte sind Starý Ples im Norden, Kopeček im Nordosten, Jasenná im Osten, Králova Lhota im Südosten, Libřice und Lejšovka im Süden, Smržov und Vlkov im Südwesten, Rasošky im Westen sowie Dolní Ples und Josefov im Nordwesten.

## Geschichte
Das Dorf Nový Ples entstand im Zuge des 1780 begonnenen Baus der Festung Ples. Für den Festungsbau musste der mittlere Teil des langgestreckten Dorfes Ples niedergerissen werden. Zur Umsiedlung der Bewohner entstanden 1782 innerhalb eines Jahres am Rande des Festungsbereiches die neuen Dörfer Rasošek und Nový Ples. Diese wurden in Holzbauweise errichtet, dabei wurden einzelne Gebäude umgesetzt und auch das Holz der abgerissenen Häuser fand teils Wiederverwendung. Nový Ples wurde am durch den Wald Rasoška bzw. Esterházy führenden Weg nach Libřice angelegt und gehörte zur k.k. Kameralherrschaft Smiřitz-Hořeniowes. Die ersten Siedler waren 15 Familien. Als Teile der Bewohner von Ples auch nach Rozběřice umgesiedelt sollten, suchten diese beim Kaiser um eine Umsiedlung in der näheren Umgebung ihres alten Dorfes nach.
Vom alten Dorf Ples blieben nur Starý Ples und Dolní Ples erhalten, zwischen denen die seit 1793 in Josefstadt umbenannte Festung stand. Zusammen mit Nový Ples und Rasošek bildeten Starý Ples und Dolní Ples das Kataster Ples.
Im Jahre 1836 bestand das im Königgrätzer Kreis gelegene Dorf Neu-Pleß bzw. Nowy Ples aus 26 Häusern, in denen 207 Personen lebten. Im Ort gab es ein Wirtshaus. Südlich des Dorfes lag das Jägerhaus Rasoschek. Pfarrort war Jasena. 1843 lebten in Neu-Pleß 208 Menschen in 30 Häusern. Die k.k. Kameralherrschaft Smiřitz-Hořeniowes blieb bis 1848 Kronbesitz und wurde danach zur Reichsdomäne, deren Verwaltung der k.k. privilegierten Credit-Anstalt übertragen wurde.
Nach der Aufhebung der Patrimonialherrschaften bildete Nový Ples ab 1849 einen Ortsteil der Gemeinde Ples im Gerichtsbezirk Jaroměř. Ab 1868 gehörte das Dorf zum Bezirk Königinhof an der Elbe. 1890 erfolgte die Auflösung der Gemeinde Ples in drei Gemeinden; neben Nový Ples waren dies Rasošky (mit dem Ortsteil Dolní Ples t. Vodní Ples) und Starý Ples. Nový Ples bestand zu dieser Zeit aus 60 Häusern mit 539 Einwohnern; in der Nähe des Dorfes lagen der Militärschießplatz und ein Forsthaus. Im Jahre 1900 lebten in den 61 Häusern von Noyý Ples 488 Menschen. Schulort war Starý Ples. 1949 wurde Nový Ples dem neu gebildeten Okres Jaroměř zugeordnet; dieser wurde im Zuge der Gebietsreform von 1960 aufgehoben, seitdem gehörte die Gemeinde zum Okres Náchod. Seit 2003 führt die Gemeinde ein Wappen.

## Gemeindegliederung
Für die Gemeinde Nový Ples sind keine Ortsteile ausgewiesen.